# Benedict Joseph Fenwick
Benedict Joseph Fenwick SJ (ur. 3 września 1782 w Leonardtown, Maryland, zm. 11 sierpnia 1846) – amerykański duchowny katolicki, biskup Bostonu w latach 1825–1846.
Ukończył Georgetown University, gdzie następnie został wykładowcą. Postanowił jednak zostać kapłanem i rozpoczął w 1805 formację w seminarium w Baltimore. Po przywróceniu zakonu Jezuitów wstąpił rok później do nowicjatu tego zgromadzenia. Święcenia kapłańskie otrzymał 12 marca 1808 z rąk metropolity Baltimore Leonarda Neale'a. Kolejne dziewięć lat spędził w Nowym Jorku, gdzie był m.in. wikariuszem generalny tamtejszej diecezji. W kwietniu 1817 został rektorem swej alma mater Georgetown University.
10 marca 1825 otrzymał nominację na ordynariusza Bostonu. Sakry udzielił mu abp Ambrose Maréchal PSS. Podczas swych rządów ufundował Boston College (w 1827), przyczynił się do powstania jednej z pierwszych katolickich gazet w USA The Jesuit, or the Catholic Sentinel, konsekrował na terenie swej diecezji 35 kościołów i ustanowił kolegium jezuickie w Worcester.